# Ірод Филип II
Ірод Филип ІІ — (Herodes Philippos) з 4 по 34 рік тетрарх Ітуреї, Трахонітської області, Батанеї та Аврана, син Ірода Великого та його п'ятої дружини Клеопатри Єрусалимської.

## Заповіт Ірода І Великого

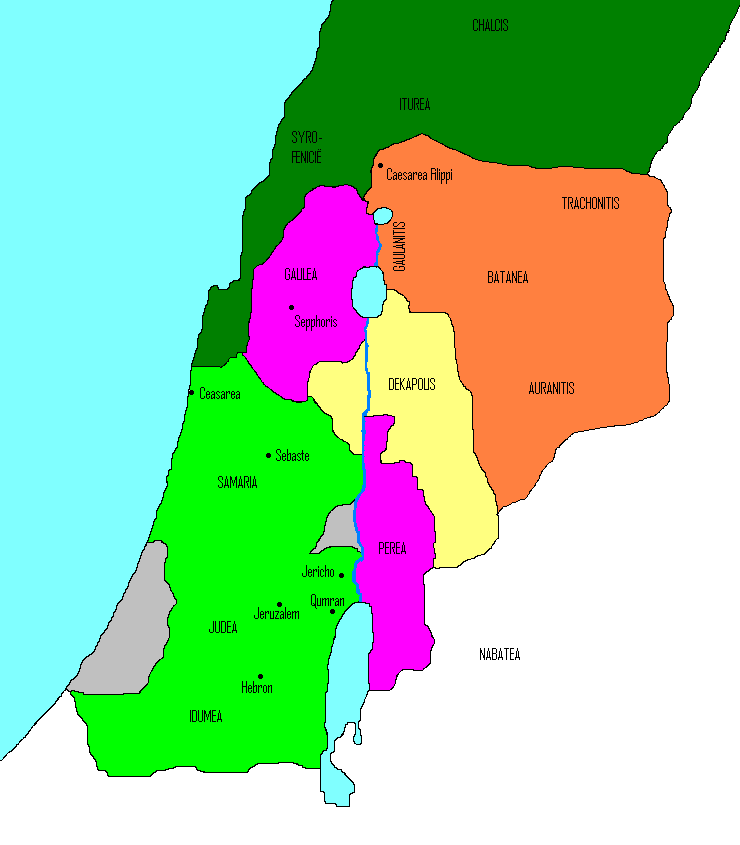
Розподіл Царства Іродом Великим:
Територія Ірода Архелая
Територія Ірода Антипи
Територія Ірода Филипа ІІ
Територія Саломеї І (міста Ябнех, Азот, Фесал)
Сирія
Автономні міста (Десятимістя)

Ірод Великий у своїм третім за рахунком заповіті призначив Ірода Архелая основним спадкоємцем свого царства, а іншим своїм синам — Іродові Антипі та Іродові Филипу II, виділив менші області (тетрархії).

## Дружина Соломія
Ірод Филип II був одружений зі своєю племінницею Саломією, дочкою Іродіади, яка була на 30 років молодшою від нього. Саломія відома тим, що намовлена своєю матір'ю попросила голову Івана Хрестителя (Мр. 6:23-28).

## Правління
Ірод Филип II під час свого правління відбудовує біля джерел Йордану давнє зруйноване місто Баніас, яке називає Кесарією. Однак місто назвали Кесарія Филипа, щоб відрізнити її від Кесарії над морем побудованої Іродом Великим. Біля міста поставив велику статую Октавіана Августа, що здалека впадала в очі при наближенні до міста.

На північному узбережжі Генезаретського озера, біля впадіння Йордану в це озеро, Филип відбудував містечко Витсаїда і назвав його на честь дочки Августа — Юлія.

## Йосип Флавійпро Ірода Филипа II
Йосип Флавій у Юдейських старожитностях пише про Ірода Филипа II: